# Nun
Na cosmogonia de Hermópolis, Nun e sua contraparte feminina Neunet representavam a Água Primordial e, junto com outros sete deuses, formava a Ogdóade.
Nun (também conhecido como Nu ou Ny) é o neter que representa o líquido cósmico que deu origem ao universo. Nun é pertencente a classe: Neteru Primórdio. 
É o ser subjetivo, quando se transforma no ser objetivo, torna-se Atum. Seu nome significa Abismo.

## Mito de origem
Os antigos egípcios previam o abismo oceânico de Nun como em torno de uma bolha na qual a esfera da vida é encapsulada, representando o mistério mais profundo de sua cosmogonia.  Na criação do Antigo Egito, o monte original de terra vem das águas de Nun.  Nun é a fonte de tudo o que aparece em um mundo diferenciado, abrangendo todos os aspectos da existência divina e terrena. Na cosmogonia da enéade, Nun é percebida como transcendente no ponto de criação ao lado de Atum, o deus criador.